# Wiener Kleine Post

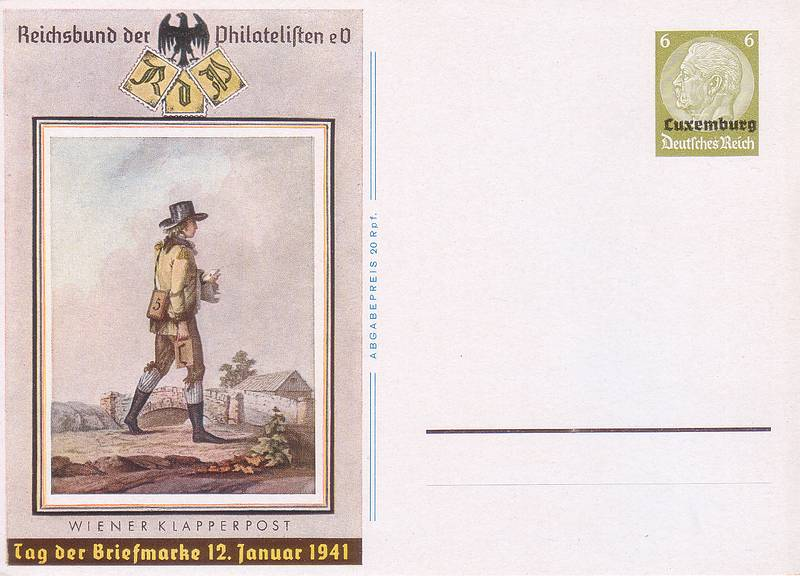
Tag der Briefmarke; Abbildung: Bote der Wiener Klapperpost (hier die Karte aus dem besetzten Gebiet Luxemburg) (1941)

Die Wiener Kleine Post war ein Stadtpostunternehmen in Wien.

Die Notwendigkeit für ein Stadtpostunternehmen ergab sich, weil die „große Post“ nur von Ort zu Ort zustellte, aber nicht innerhalb von Städten. 1772 gegründeten der Niederländer Josef Harty, Johann Baptist Schoutten von Bergestraeten und Carl Chevalier de Briennen das Postunternehmen. Da sich die Briefboten mit Handklappern bemerkbar machten, bekam sie bald den Beinamen „Wiener Klapperlpost“. Ihren Sitz hatte die Stadtpost in der Bäckerstraße 5, Wien I. Adalbert Stifter setzte der Kleinen Post in seinem Essay „Die Wiener Stadtpost“ ein literarisches Denkmal: 
Da der Fährmann der täglichen Korrespondenzen seine Tätigkeit dahin beschränkt sieht, daß er [...] die Korrespondenzen stadtaus, stadtein führt, ohne sich darum zu kümmern, was für unaussprechliche Liebesklagen und Liebesfreuden er in seinem Kasten haben mag, was für Vorwürfe von Gläubigern und verlassenen Schönen, was für Jubel eines Jünglings, der endlich das erste zarte Blatt von angebeteter Hand oder das langersehnte Geld von dem Onkel erhalten hat, oder was für ein Durcheinander von Geschäften, Anfragen, Bestellungen, Bitten, Sehnsüchten, Forderungen, Meinungen etc. etc. im Bauche seines Kastens sich rühren mag, sodaß ein Ameisenhaufen dagegen ein totgeborenes Kind ist. 
1785 erfolgte die Übernahme des privaten Postunternehmens durch die k. u. k. Hofpostverwaltung und 1830 entstand daraus die Wiener Stadtpost.